# Serafino della Salandra
Serafino della Salandra (Salandra, 1595 – Napoli, 1656) è stato un poeta italiano.

## Biografia
Frate minore osservante, si formò nel convento dei Frati Minori Riformati, dove terminò il corso dei suoi studi; quindi si dedicò interamente allo studio della poesia. 
Nel 1644 fra Serafino fu nominato Definitore della Provincia di Basilicata e nel 1647 fu eletto Custode della Provincia.

## Opere
Celebre e stimato poeta, fu autore di una tragedia sacra, Adamo caduto, da cui John Milton avrebbe desunto gran parte della costruzione del suo Paradiso perduto, come per primo sostenne Francesco Zicari da Paola, un erudito napoletano. Della questione si occupò anche Norman Douglas in un capitolo di Old Calabria.
Composta tra il 1645 e il 1646, la tragedia fu pubblicata a Cosenza nel 1647 e fu rappresentata due volte dalla Compagnia di Teatro dell'Accademia dei Febi Armonici. Umberto Bosco ha scritto: "È una tragedia in versi più eloquenti che eleganti, ma che rivela nell'autore una facoltà non comune di penetrazione e rappresentazione psicologica".